# Inspektorat Sandomierz Armii Krajowej
Inspektorat Sandomierz Armii Krajowej – terenowa struktura Okręgu Radom-Kielce Armii Krajowej. Kryptonim „Przeprawy”. 
Istniał w okresie 1942 – sierpień 1944. 
We wrześniu  1944 na jego terenie znajdował się przyczółek Armii Radzieckiej, a także niemieckie oddziały frontowe. Sprawy związane z Obwodami Sandomierskim i Opatowskim prowadził inspektor starachowicki.

## Struktura organizacyjna
W skład Inspektoratu wchodziły:
- Obwód Sandomierz Armii Krajowej
- Obwód Opatów Armii Krajowej

W lipcu 1944 roku w ramach Armii Krajowejcji „Burza” Inspektorat wystawił 2 Pułk Piechoty Legionów Armii Krajowej. Równocześnie inspektor sandomierski ppłk „Lin” został dowódcą 2 Dywizji Piechoty Legionów AK „Pogoń”.

## Obsada personalna inspektoratu
W lipcu 1944
- inspektor – ppłk Antoni Żółkiewski „Garbaty” „Lin”
- zca – kpt. mar. Witold Sągajłło „Sandacz”
- szef referatu wywiadu – kpt. Leon Torliński „Kret”
- szef referatu łączności – por./kpt. Aleksy Kasprzycki „Chmura”
- szef referatu saperów i kierownik dywersji – kpt. Tadeusz Struś „Kaktus”
- szef sanitarny – kpt. Jan Aleksandrowicz „Szerszeń”
- kierownik kancelarii – Wiktoria Jankowska „Barbara”, „Konrad”
- łączniczki: Stanisława Nowacka, Danuta Dudek, Anna Jankowska, Krystyna Karska „Emilia”